# Freutsmoos
Freutsmoos ist ein Gemeindeteil von Palling  und eine Gemarkung im oberbayerischen Landkreis Traunstein.

## Lage
Das Pfarrdorf Freutsmoos liegt auf einer Höhe von 537 m ü. NHN im Rupertiwinkel. Durch den Ort verläuft in Nord-Süd-Richtung die Kreisstraße TS 1.

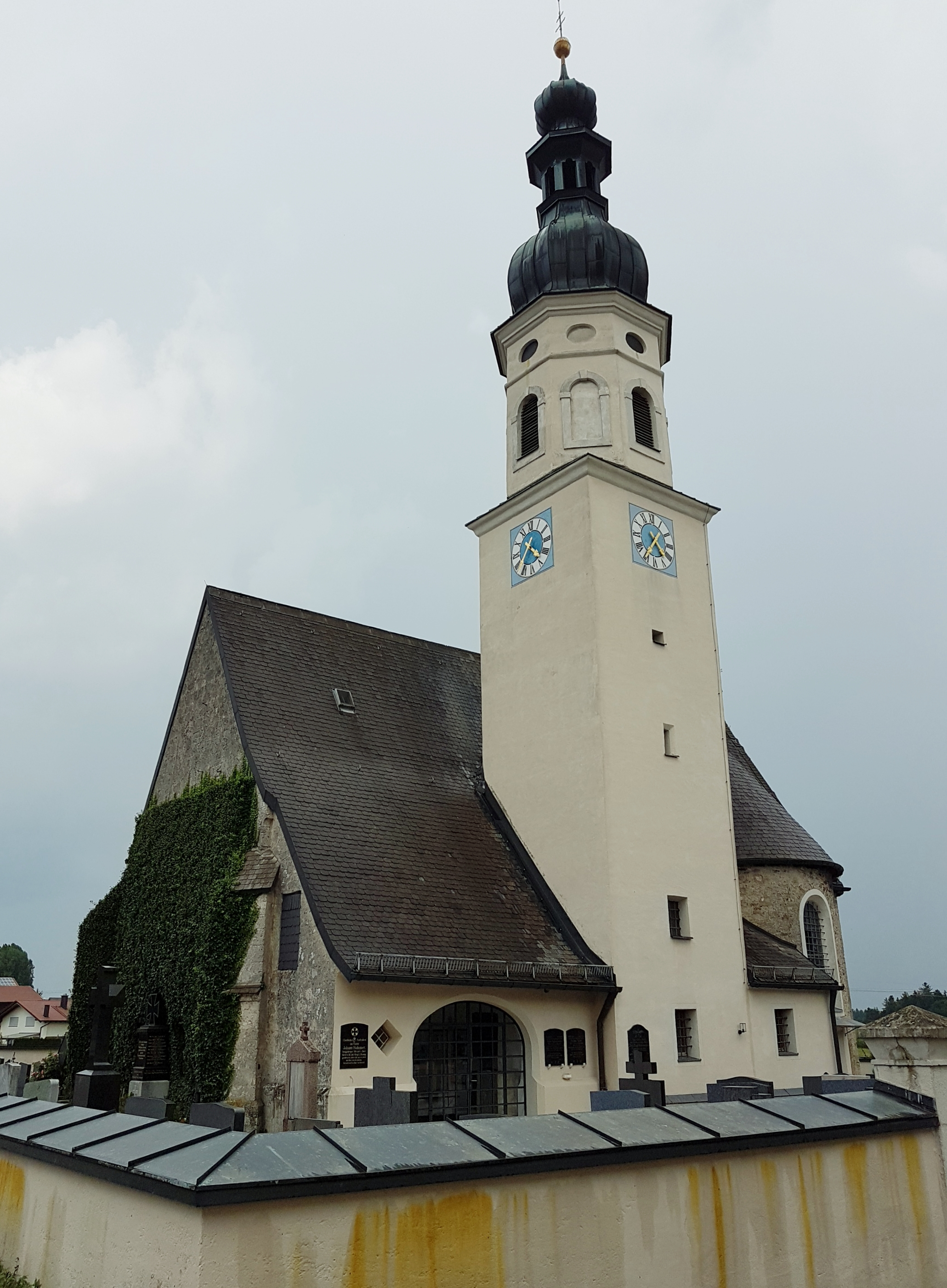
Kirche St. Laurentius

## Geschichte
Der Ort wurde erstmals als „Frigoltesmoose“ um 798 in der Breves Notitiae als Besitz des Erzbistums Salzburg erwähnt und kam erst 1810 mit dem Rupertiwinkel zu Bayern. Die katholische Pfarrkirche St. Laurentius (1911 Expositur der Pfarrei Palling) besitzt ein spätgotisches Langhaus, wohl aus dem 15. Jahrhundert. Die kreuzförmige Choranlage mit drei Apsiden stammt von 1680, das Turmobergeschoss von 1704–06. Die Gemeinde Freutsmoos bestand seit dem Gemeindeedikt von 1818 und wurde im Zuge der Gebietsreform in Bayern zum 1. Januar 1978 nach Palling eingemeindet. 2019 nahm das Dorf am Kreiswettbewerb „Unser Dorf hat Zukunft“ teil.

## Kirche St. Laurentius

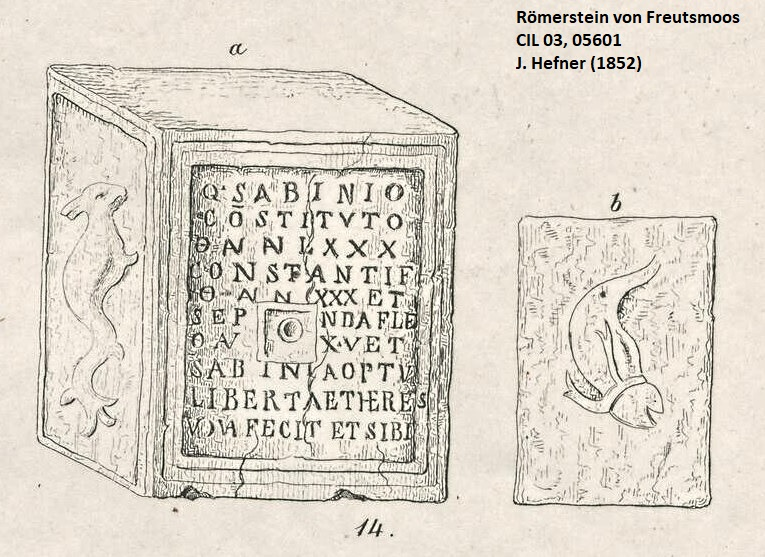
Römerstein von Freutsmoos
Der Römerstein von Freutsmoos, auch als Grabaltar des Quintus Sabinius Constitutus benannt, wurde 1814, eingemauert an der Rückseite des Hochaltars der Kirche St. Laurentius in Freutsmoos entdeckt. 1841 wurde der Stein herausgenommen und 1913 an seinem derzeitigen Standort, dem Vorraum der Kirche aufgestellt.
Der würfelförmige Kalksteinblock (86/75/58 cm) ist an der Frontseite mit der Grabinschrift versehen. Zwei Seitenteile weisen tauchende Delphine auf.
Im 10-zeiligen Textteil wird zuerst der Verstorbene, dann seine beiden verstorbenen Kinder und zuletzt die Stifterin des Grabsteines genannt.